# Yük
Yük war eine türkische Saumlast.
Normalsaumlast
- Ostanatolien 1 Aşil yük = 8 Boġča = 32 Amider batman = 50560 dirhem (1 d. = 3,207 Gramm) = 162,144 Kilogramm

Seidensaumlast
- 1 Harȉr yükü = 10 batman = 61,5 Kilogramm (Wert des Jahres 1518 in Erzincan)